# Peristomialis dentifera
Peristomialis dentifera är en svampart som först beskrevs av Samuels, och fick sitt nu gällande namn av Samuels 1988. Peristomialis dentifera ingår i släktet Peristomialis och familjen Bionectriaceae.   Inga underarter finns listade i Catalogue of Life.